# 蒙泰格罗索-达斯蒂
蒙泰格罗索-达斯蒂（義大利語：Montegrosso d'Asti），是意大利阿斯蒂省的一个市镇。总面积15.61平方公里，人口2254人，人口密度144.4人/平方公里（2009年）。ISTAT代码为005076。